# Hyoscyamus
Hyoscyamus is de botanische naam van een geslacht uit de nachtschadefamilie (Solanaceae). In België en Nederland komt het bilzekruid (Hyoscyamus niger) voor. In het Middellandse Zeegebied komt Hyoscyamus albus voor.
Beide soorten zijn giftig, ze bevatten diverse alkaloïden, evenals atropine, hyoscyamine en scopolamine.

## Aantal andere soorten
- Hyoscyamus albus L.
- Hyoscyamus aureus L.
- Hyoscyamus boveanus L.
- Hyoscyamus desertorum L.
- Hyoscyamus muticus L.
- Hyoscyamus niger L.
- Hyoscyamus pusillus L.
- Hyoscyamus reticulatus L.